# Galeruca melanocephala
Galeruca melanocephala är en skalbaggsart som beskrevs av Ponza 1805. Galeruca melanocephala ingår i släktet Galeruca, och familjen bladbaggar. Enligt den finländska rödlistan är arten nationellt utdöd i Finland. Enligt den svenska rödlistan är arten otillräckligt studerad i Sverige. Arten förekommer i Götaland. Artens livsmiljö är torra gräsmarker.